# 迈克尔·哈特
迈克尔·哈特（英語：Michael Hardt；1960年—），美国政治哲学家和文学理论家。哈特以他与安东尼奥·奈格里合写的著作《帝国》而闻名。 它被齐泽克称赞为“21世纪的共产党宣言”。
哈特和奈格里认为，当代主导生活的几种力量，如阶级压迫、全球化和服务商品化，都有可能引发前所未有的社会变革。 
续集《诸众》于2004年8月出版。它概述了《帝国》首次提出的一个观点，即帝国作为全球范围民主运动的可能地点。 三部曲的第三部分也是最后一部分《大同世界》于2009年出版。

## 经历
哈特毕业于马里兰州波托马克的温斯顿丘吉尔高中。他1978年至1983年在宾夕法尼亚州斯沃斯莫尔学院学习工程学。在20世纪70年代的能源危机期间，他开始对替代能源感兴趣。谈到他在大学的政治想法时，他说，“我认为为第三世界国家做替代能源工程将是一种参与政治方式，可以摆脱我讨厌的这种校园政治闹剧。似乎是这样，但我很快就被解雇了。“在大学期间，他为各种太阳能公司工作。大学毕业后，哈特还参加了庇护运动，之后帮助建立了一个项目，将来自美国的捐赠电脑带到萨尔瓦多大学。然而，他说这次政治活动对他的影响比对萨尔瓦多人的影响更大。
1983年，他移居西雅图，在华盛顿大学学习比较文学。在攻读博士学位期间，哈特开始翻译安东尼奥·奈格里关于斯宾诺莎的书《愤慨的异类》，并且开始和奈格里联系。他于1986年夏天在巴黎第一次见到了奈格里，讨论翻译的困难。在他们见面后，哈特于次年夏天搬到巴黎。他于1986年获得了文学硕士并于1990年完成了关于吉尔·德勒兹的论文，并获得了博士学位。
在南加州大学短暂教学后，哈特于1994年开始在杜克大学的文学课程中教学。他目前是杜克大学的文学和意大利文学教授。

## 思想
哈特关注的是政治生活的快乐，并且说过：“必须将爱的概念扩展到夫妻的极限之外。”诸众的政治不仅仅是控制生产力或解放一个人自己的主观性。这两者也与政治生活的爱和快乐以及实现政治目标有关。
哈特不考虑教授革命职业，也不认为学院是一个特别的政治机构。 “但是现在把政治视为一个大规模的社会转型项目，我完全不相信政治活动可以来自大学。”
哈特说，公共教育和平等和公开进入大学的愿景正逐渐消失：“反恐战争”只促进了有限的军事和技术知识，同时提升了生物政治经济所需的技能，“创造思想，形象，代码，影响和其他非物质商品“尚未被认为是经济创新的主要关键。
哈特的许多作品都是与安东尼奥·奈格里合著的。

## 著作
- 《吉尔·德勒兹：哲学的学徒》

以下著作是和奈格里合著：
- 《狄俄尼索斯的劳动:对国家形式的批判》
- 《帝国》
- 《诸众》
- 《大同世界》
- 《宣言》
- 《装置》

## 外部連結
- Michael Hardt – Personal webpage
- 杜克大学網站上的Michael Hardt （页面存档备份，存于）介紹
- Hardt, Michael; Negri, Antonio. . Cambridge, Massachusetts: Harvard University Press. 2001. ISBN 9780674006713. Full text pdf.
- Interview/podcast with Michael Hardt about what role revolutions have today as spaces for new social creation  （页面存档备份，存于） Radio Web MACBA, 2014.